# Graafschap Hohenberg (Zwaben)

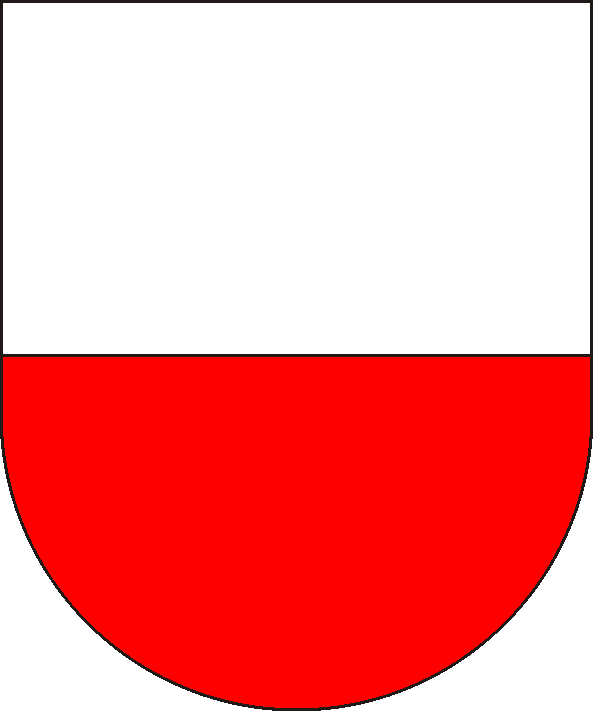
Graafschap Hohenberg

Het graafschap Hohenberg was een tot de Oostenrijkse Kreits behorend graafschap binnen het Heilige Roomse Rijk. Het graafschap maakte deel uit van Voor-Oostenrijk.
De graven van Hohenberg werden in 1179 voor het eerst vermeld en zijn vermoedelijk afkomstig uit het geslacht Zollern. In de twaalfde eeuw waren ze de erfgenaam van de graven van Haigerloch en aan het eind van de twaalfde eeuw hadden ze bezit in het dal van de Neckar rond Rottenburg.
In de dertiende eeuw vergrootten zij hun bezit door de verwerving van de heerlijkheden Wildberg, Nagold, Altensteig en Horb.
In de veertiende eeuw voerden familiedelingen en financiële problemen tot verkleining van het uitgebreide huisgoed. Ten slotte werd het graafschap in 1381 aan het aartshertogdom Oostenrijk verkocht. Het geslacht stierf uit in 1486.

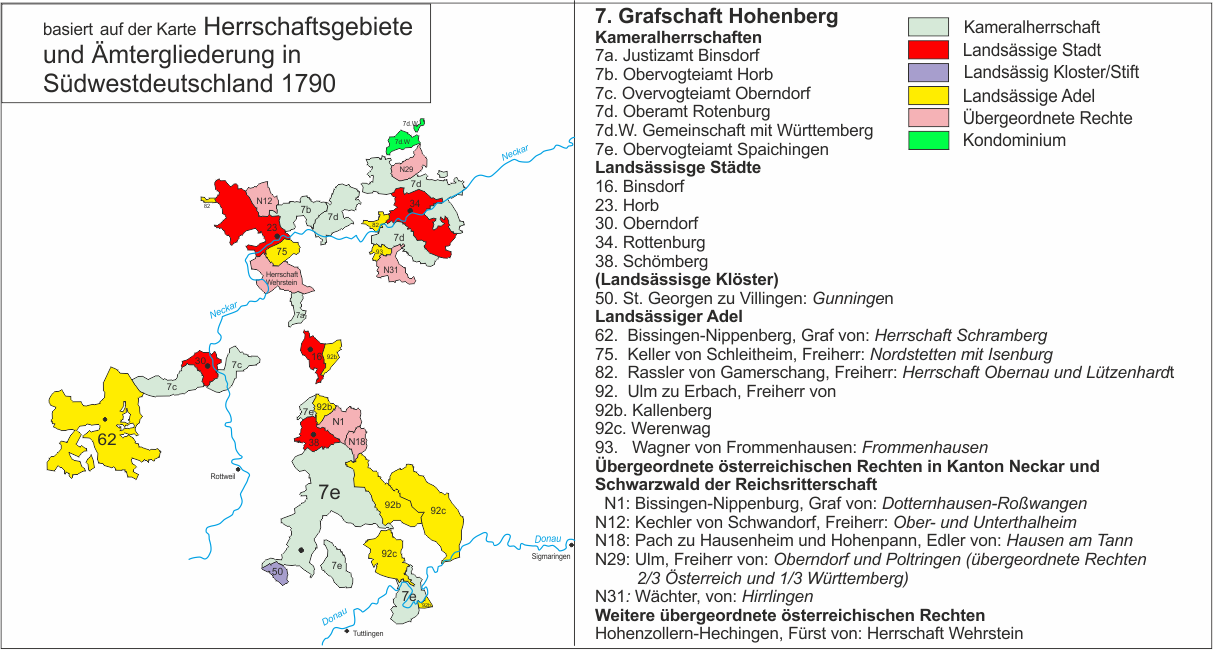
kaart van Hohenberg in 1790

Bij de overgang aan Oostenrijk was het nog een aaneengesloten gebied met de steden Horb, Haigerloch, Oberndorf, Binsdorf, Schömberg en Nusplingen. Na de overgang aan Oostenrijk bleef het een aparte heerlijkheid. Na 1393 vond er meermalen een verpanding plaats, onder andere aan de graven van Sulz.
In 1453 verpandde hertog Albrecht de heerlijkheid aan zijn echtgenote Mathilde, de moeder van graaf Eberhard van Württemberg. Zij probeerde Hohenberg aan haar zoon te vermaken, maar Oostenrijk loste na haar dood in 1482 het pand af.
Het graafschap was inmiddels verdeeld in drie ambten: Rottenburg, Haigerloch en Spaichingen (later Fridingen). In 1497 vond er een ruil plaats met het graafschap Hohenzollern, waarbij Haigerloch aan Hohenzollern kwam. Hierdoor kwamen de twee overgebleven ambten geïsoleerd van elkaar te liggen: het Boven-Graafschap met Fridingen en het Neder-Graafschap met Rottenberg.
Artikel 8 van de Vrede van Presburg met het Eerste Franse Keizerrijk van 26 december 1805 wijst de graafschappen Boven- en Neder-Hohenberg aan het koninkrijk Württemberg toe.